# 하이탕구

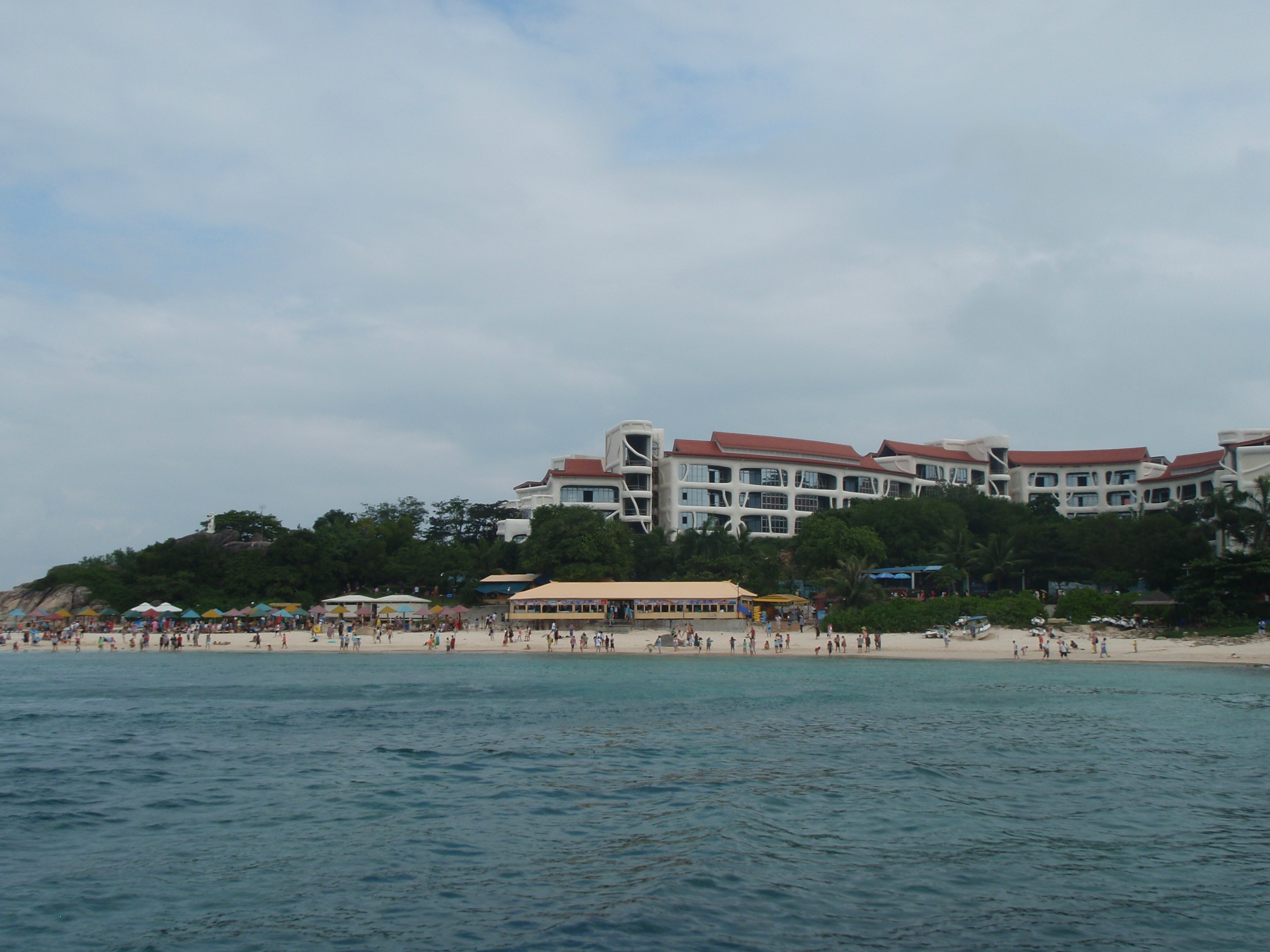

하이탕구(한국어: 해당구, 중국어: 海棠区, 병음: Hǎitáng Qū)는 중화인민공화국 하이난성 싼야 시의 현급 행정 구역으로 면적은 255km2, 인구는 90,000명이다. 2014년 2월에 신설되었다.

## 행정 구역
3개 사구, 19개 행정촌을 관할한다.
- 사구: 永宁社区, 林旺社区, 藤海社区
- 행정촌: 藤桥村, 龙楼村, 营头村, 龙海村, 椰林村, 东溪村, 海丰村, 升昌村, 青田村, 江林村, 龙江村, 庄大村, 林新村, 凤塘村, 洪李村, 北山村, 三灶村, 湾坡村, 铁炉村